# The Admirable Crichton (film 1918)
The Admirable Crichton è un film muto del 1918 diretto da G.B. Samuelson tratto dal lavoro teatrale di J.M. Barrie. Negli Stati Uniti, la commedia The Admirable Crichton - con William Gillette nel ruolo del titolo - andò in scena a Broadway in prima al Lyceum Theatre il 17 novembre 1903, rimanendo in cartellone per 144 recite.

## Produzione
Il film fu prodotto dalla G.B. Samuelson Productions.

## Distribuzione
Distribuito dalla Jury Films, il film uscì nelle sale cinematografiche britanniche nel febbraio 1918.